# 石门乡 (隆回县)
石门乡，是中华人民共和国湖南省邵陽市隆回县下辖的一个乡镇级行政单位。
1995年撤区并乡后，石门乡由原曾家坳乡和石门乡合并而来，保留原石门乡名称，政府驻地由原石门乡高石村迁入到曾家坳乡，并新建新的乡政府办公楼。
2016年，石门乡、雨山铺镇、桃洪镇合并设立桃洪镇。

## 行政区划
石门乡下辖以下地区：
合龙村、罗公庙村、金盆里村、栗树铺村、尚德村、堆上村、东子冲村、大洲村、荣祥村、对江村、银田山村、傅家垴村、回龙村、沙洲村、太平车村、龙上村、大冲村、熊家村、合共村、联合村、井塘村、芙蓉山村、唯正村、盐塘冲村、托杏村、水安村、新进村、长生村、长山村、中平村、高石村、石门村、为公村、大塘铺村、大塘边村、老银村、黄河村、银杏村、勤进村、大塘坑村、排头村和横亭村。